# Thumper (Enter Shikari)
Thumper è un singolo del gruppo musicale britannico Enter Shikari, pubblicato il 12 febbraio 2010 come unico estratto dalla loro seconda raccolta Tribalism.

## Video musicale
Il video ufficiale del singolo, pubblicato il 29 gennaio 2010, è stato diretto e animato con la tecnica del rotoscope da Joseph Pierc.

## Tracce
Testi di Rou Reynolds, musiche degli Enter Shikari.
1. Thumper – 3:43

## Formazione
- Rou Reynolds – voce, tastiera, sintetizzatore, programmazione
- Rory Clewlow – chitarra, voce secondaria
- Chris Batten – basso, voce secondaria
- Rob Rolfe – batteria, percussioni, cori

## Classifiche
| Classifica (2010)          | Posizione massima |
| -------------------------- | ----------------- |
| Regno Unito (rock & metal) | 7                 |